# Hansa (Schiff, 1864)
Die Hansa war eine Schonerbrigg, die an der Zweiten Deutschen Nordpolar-Expedition teilnahm und dabei verloren ging.

## Geschichte

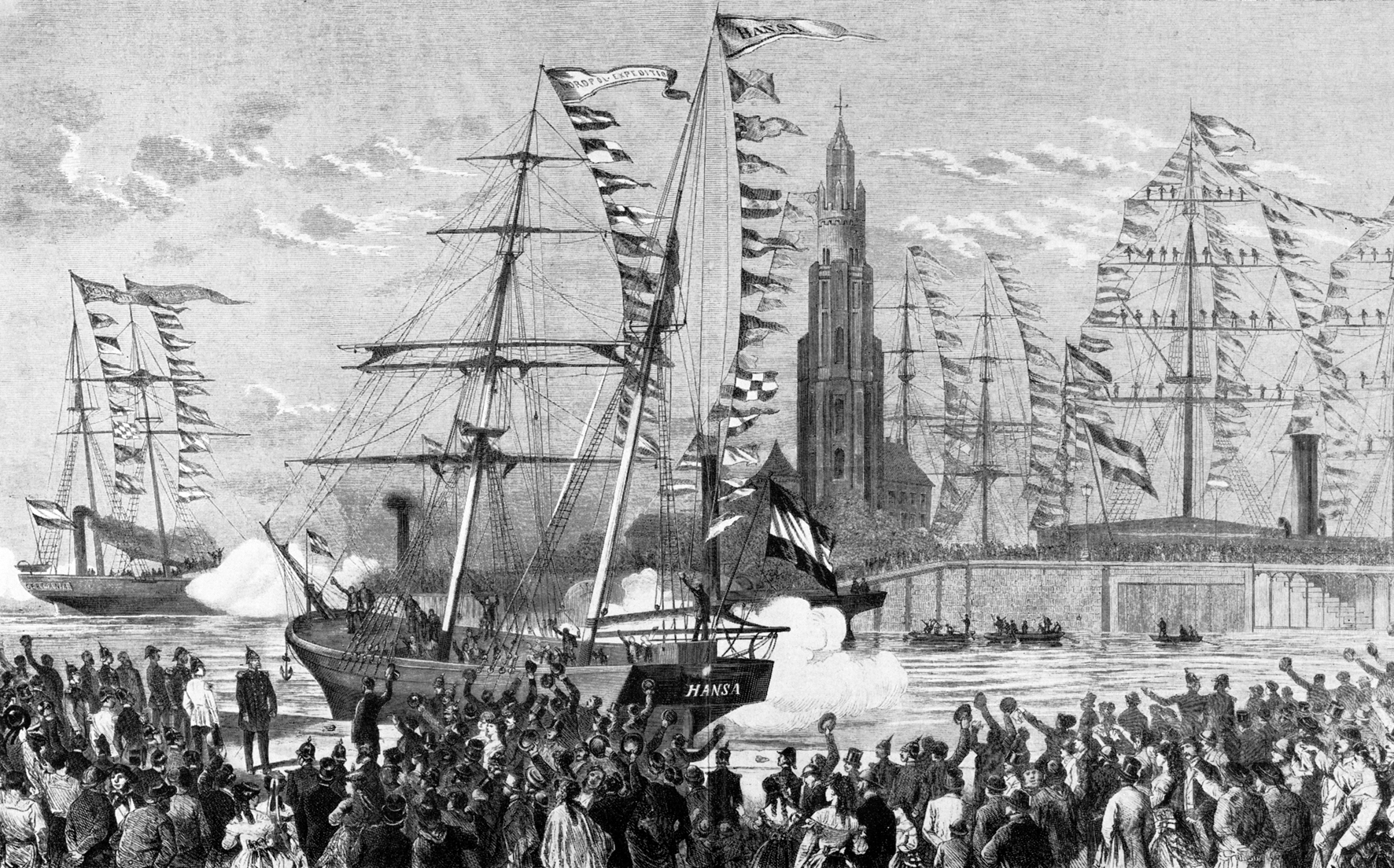
Abfahrt von Bremerhaven 1869

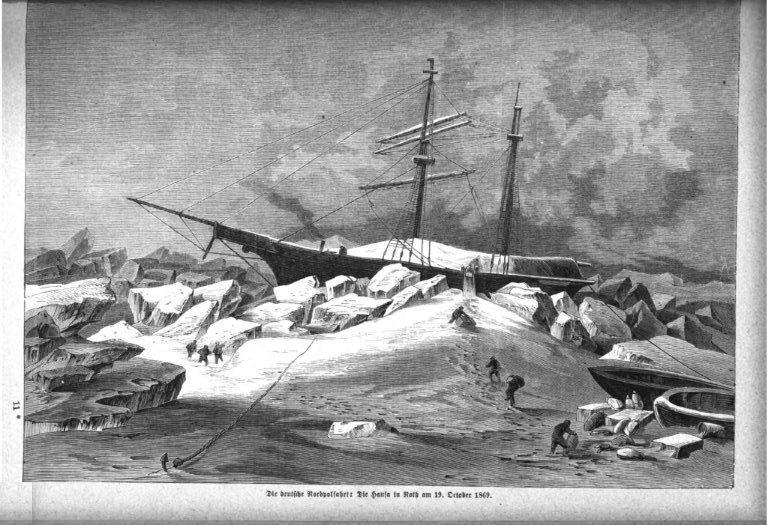
Die Hansa in Not

Die Hansa war eine 220 BRT große  Brigantine mit zwei Masten, 1864 gebaut von der Werft Knickmann in Gröpelingen, die als Fulton ihren Stapellauf hatte. 
Das „Comité für die deutsche Nordpolarfahrt“ erwarb 1869 den Schoner, ließ ihn von der Werft F. W. Wencke umbauen und benannte ihn Hansa. Die Hansa wurde bei der Expedition als Begleitschiff des Forschungsschiffs Germania bei der Zweiten Deutschen Nordpolar-Expedition eingesetzt. Zum Kapitän des Schiffs  wurde der frühere Walfänger Friedrich Hegemann ernannt. Zur Besatzung aus vierzehn Mann zählten weiterhin der Arzt und Biologe Reinhold Wilhelm Buchholz, der Geologe Gustav Carl Laube, der Erste Offizier Richard Hildebrandt, der Zweite Offizier Wilhelm Bade, der Zimmermann Wilhelm Bowe, der Koch Johann Wüpkes und die Matrosen Philipp Heyne, Friedrich Kewell, Bernhard Gätjen, Max Schmidt, Paul Tilly, Heinrich Büttner und Konrad Gierke.

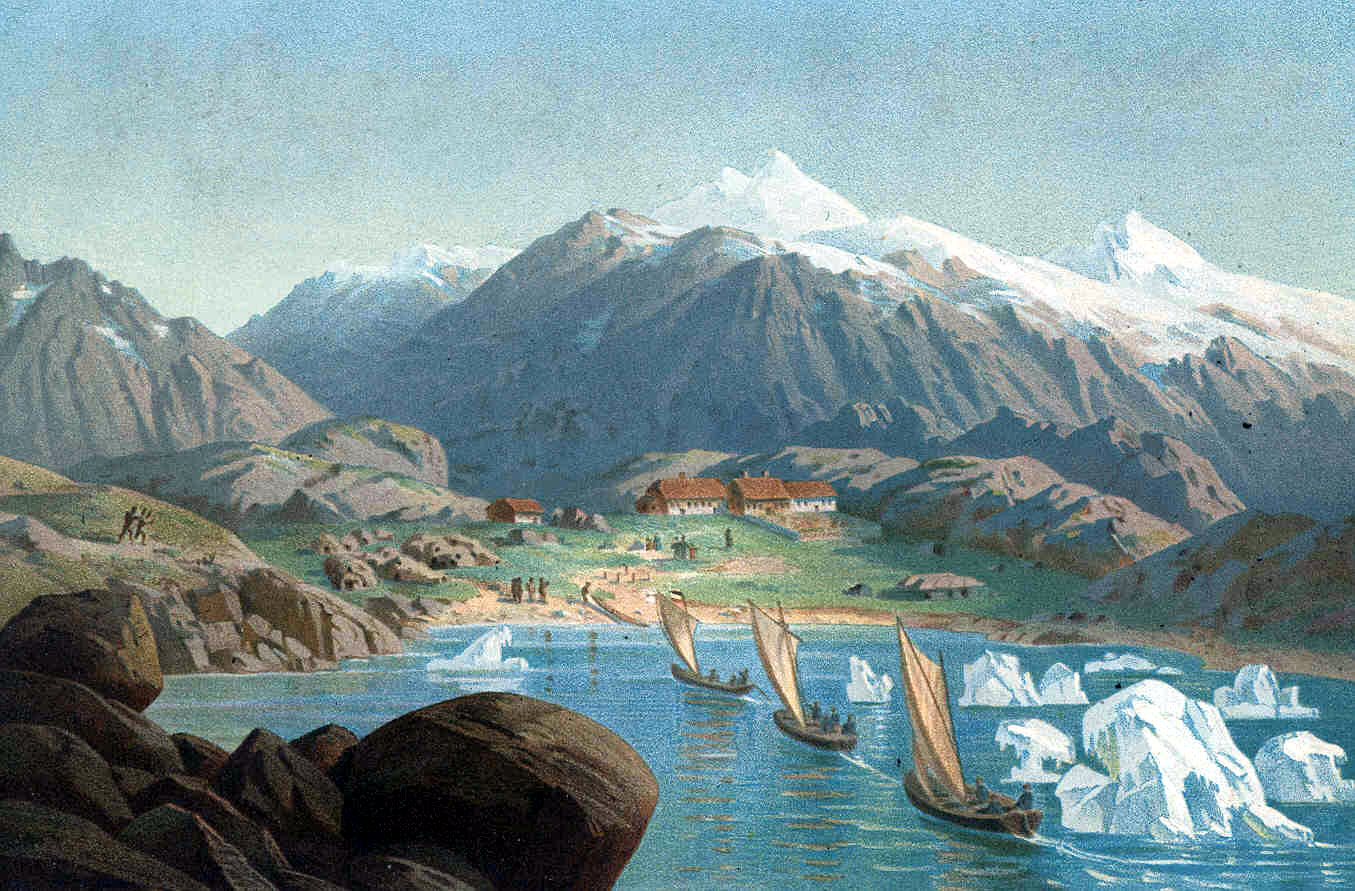
Ankunft der Hansa-Männer in Friedrichsthal

Die beiden Expeditionsschiffe verließen Bremerhaven am 15. Juni 1869. Am 20. Juli erreichten die Schiffe das vor der grönländischen Küste driftende Packeis. Hegemann interpretierte ein von der Germania gegebenes Signal fälschlich als Aufforderung, weiter in den Packeisgürtel vorzudringen, wodurch die Schiffe dauerhaft getrennt wurden. Am 14. September blieb die Hansa im Eis stecken. Vorsorglich ließ Hegemann die Besatzung ein Haus aus Steinkohlebriketts auf einer großen Eisscholle bauen und dort Proviant für zunächst zwei Monate deponieren. Durch die fortwährenden Eispressungen geriet das Schiff in eine aussichtslose Lage. Die Besatzung schaffte alle wichtigen Vorräte und Materialien von Bord. In der Nacht zum 23. Oktober sank die Hansa bei 70° 52′ N, 21° 0′ W vor der Küste Liverpool-Lands.
Die Besatzung driftete auf einer Scholle, die auf 300 m² schrumpfte, in 200 Tagen rund 1500 km weit an der Küste Ostgrönlands entlang. Sie setzten die Reise 36 Tage lang in den drei Beibooten fort und erreichten  die Herrnhuter Missionsstation Friedrichstal an der Südspitze Grönlands. Mit dem dänischen Segelschiff Constance erreichten sie ohne Verluste Europa und im September 1870 wieder Deutschland.